# 马林堡城堡

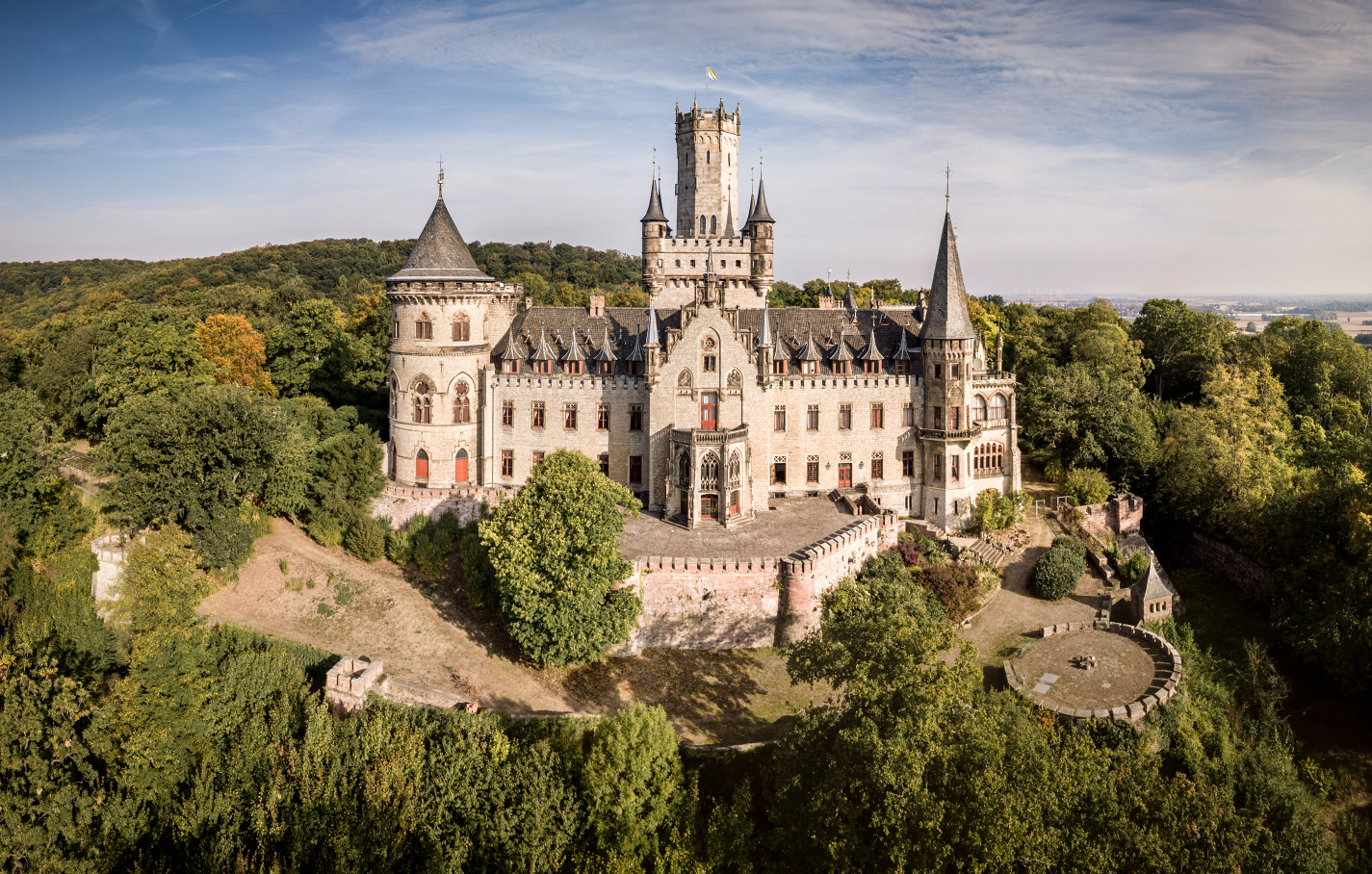
马林堡城堡

马林堡城堡是位於德国下萨克森的一座城堡，它屬於哥德復興式建築。它位于帕滕森境內，地處希尔德斯海姆西北15（9.3英里），汉诺威以南30公里。它也是韦尔夫家族夏天居住的地方。

## 历史

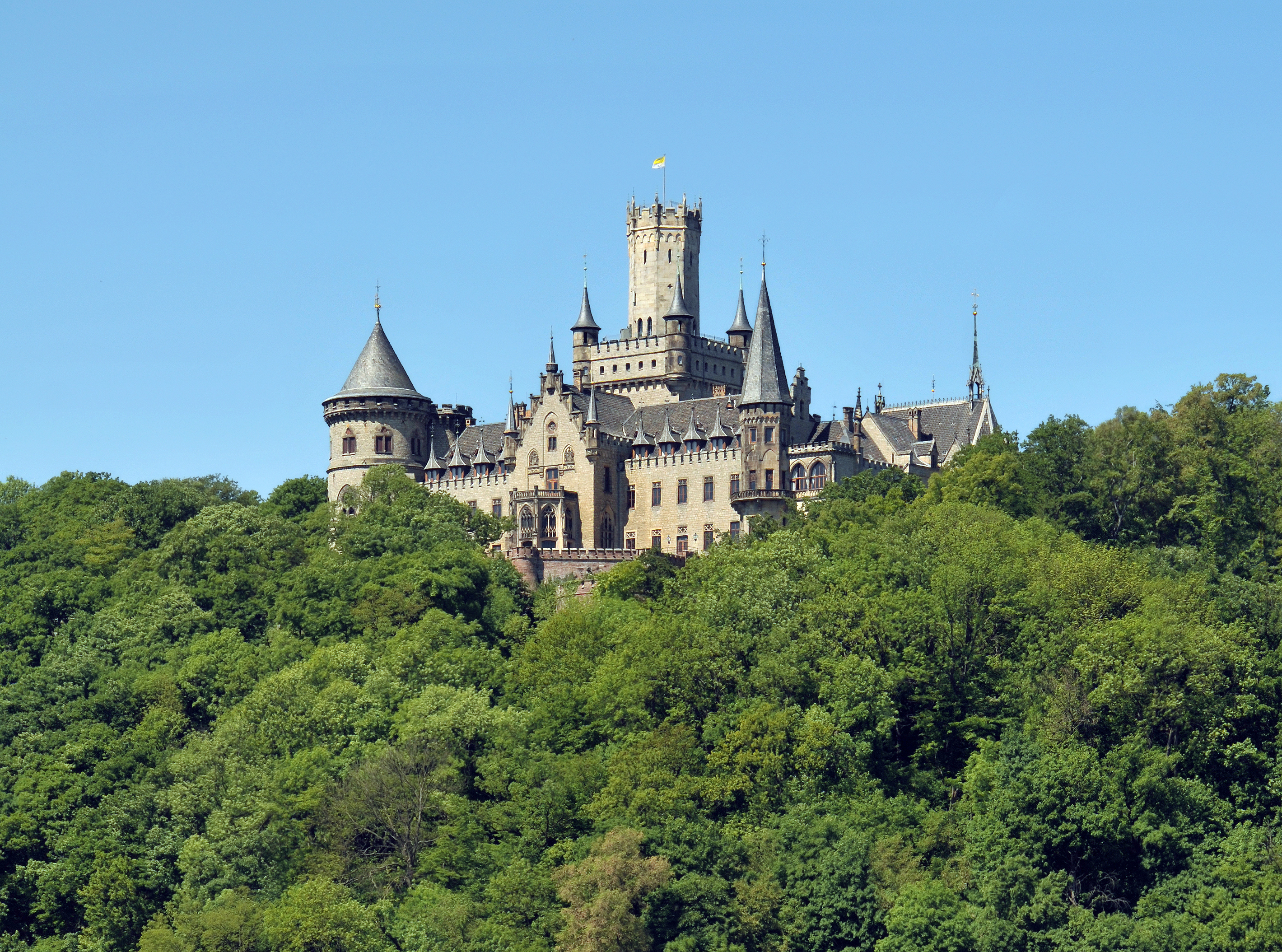
马林堡城堡

马林堡城堡建于1858年至1867年期間，該城堡是汉诺威王国国王格奧爾格五世送给他的妻子薩克森-阿爾滕堡的瑪麗的生日礼物。马林堡的意思是「 玛丽的城堡」，即得名於此。 
由于汉诺威王国于1866年被普魯士吞并，汉诺威王国王室離開马林堡城堡流亡奥地利格蒙登，在此後的80年間，这座城堡一度无人居住。1945年，不伦瑞克公爵恩斯特·奧古斯特和他的妻子维多利亚·路易丝搬到马林堡城堡居住。 1954年，他们的儿子恩斯特·奧古斯特四世搬到城堡附近居住並在城堡內开设了博物馆。

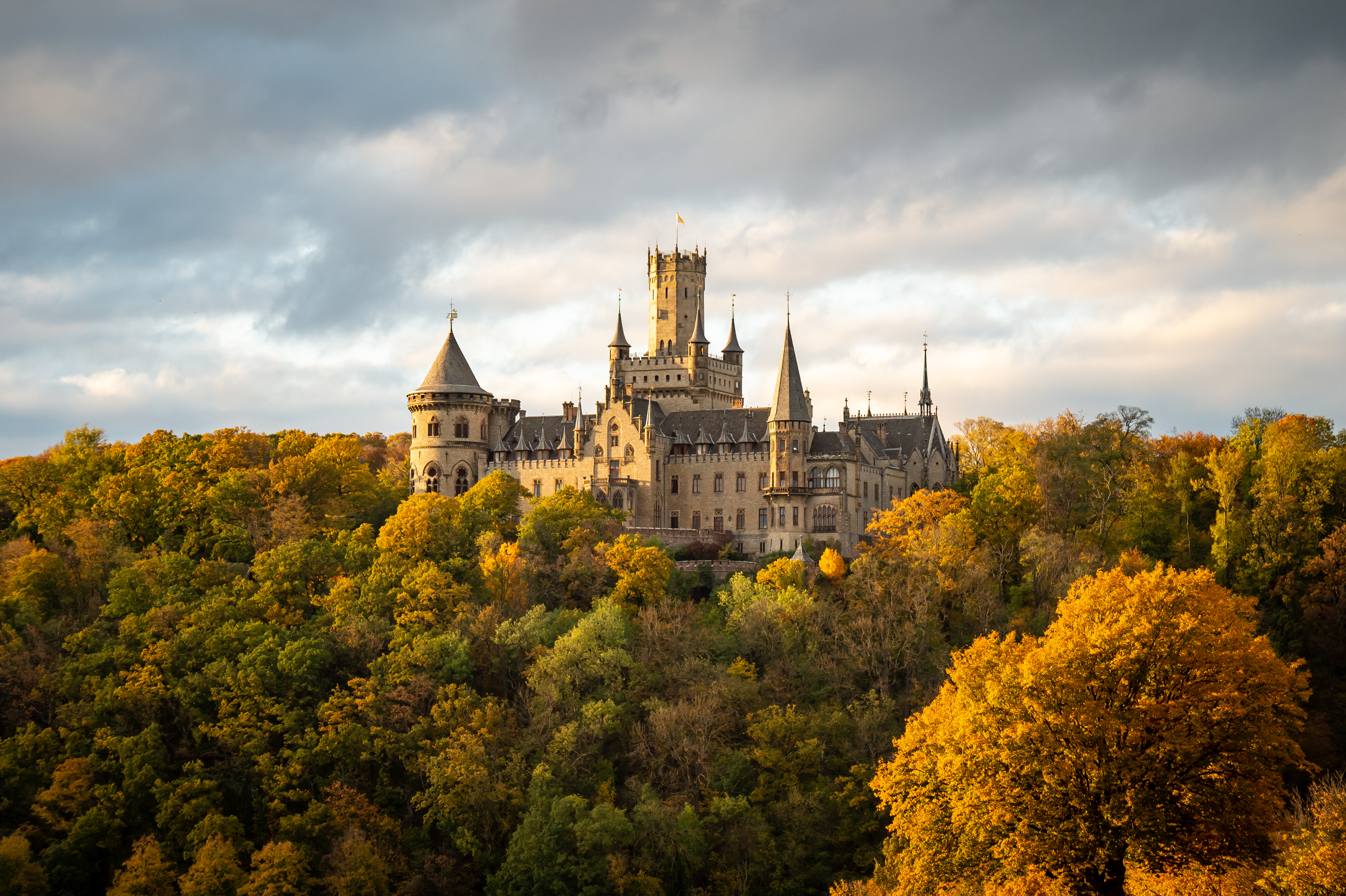
秋季的马林堡城堡

後來該城堡由恩斯特·奧古斯特五世長子恩斯特·奥古斯特所持有。马林堡城堡內的城堡博物馆、餐厅、小教堂等部分區域对公众开放。